# Salvatges
Salvatges (títol original en francès, Sauvages) és una pel·lícula d'animació stop-motion del 2024. Dirigida per Claude Barras i protagonitzada per Babette De Coster i Martin Verset, es tracta d'una producció suïssa, francesa i belga. S'ha doblat i subtitulat al català.
Barras va començar a conceptualitzar Salvatges mentre feia la gira de premsa d'un any per al seu llargmetratge de 2016 La vida d'en Carbassó.
El film es va estrenar fora de competició a la secció Públic Jove del Festival de Cannes del 18 de maig de 2024. La pel·lícula també es va presentar a competició al Festival Internacional de Cinema d'Animació d'Annecy i es va projectar al 77è Festival de Cinema de Locarno, on Barras va ser reconeguda amb el premi Premi Infantil Locarno la Mobiliare.